# Gyaru

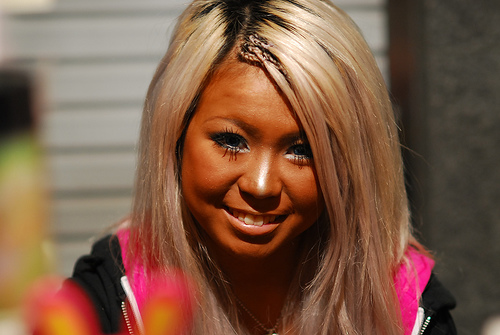
Ganguro

Le Gyaru o gal (ギャル?, Gyaru) sono generalmente delle ragazze giovani giapponesi che indossano capi di tendenza, hanno la pelle abbronzata, unghie lunghe, capelli tinti (spesso biondi) e un trucco appariscente.
Le gyaru nascono in Giappone negli anni ‘80 e il privilegio di far parte di questa moda era solo per le ragazze ricche con un gran patrimonio.
Le gyaru sono viste come ragazze ribelli appunto per la loro carnagione scura artificiale e per i capelli tinti di biondo. Ma non solo le caratteristiche fisiche erano dei fattori evidenti di ribellione ma anche gli indumenti come le minigonne e il trucco stravagante delle manba crearono scalpore nella società giapponese.
Questa moda fu accessibile a più persone solo verso gli anni 2000. Questo stile prende forma dalla moda Californiana, un modello di ispirazione per le ragazze ribelli nel periodo di adolescenza.
Le diverse sotto categorie nel vestirsi delle gyaru sono molte (kogal, manba, yamanba, agejo, himegyaru, himekaji ecc.)
Le riviste in voga fra le gyaru erano: “Egg”, “Popteen”, “Ranzuki” e molte altre, ma solo le riviste “Egg” trattano ancora consigli e curiosità riguardanti questo stile.

## Etimologia
L'etimologia è controversa, il termine è generalmente visto come derivato dal termine giapponese kōkō (高校? liceo), ma altri pensano che l'origine venga da ko (子? ragazza o bambino). La seconda parte "  garu" viene dalla inglese gal ("girl"). A volte incontriamo l'ortografia "kogyaru" che è l'esatta trascrizione di kana "コギャル" ma che viene usato molto meno quotidianamente sia da giapponesi che da stranieri.

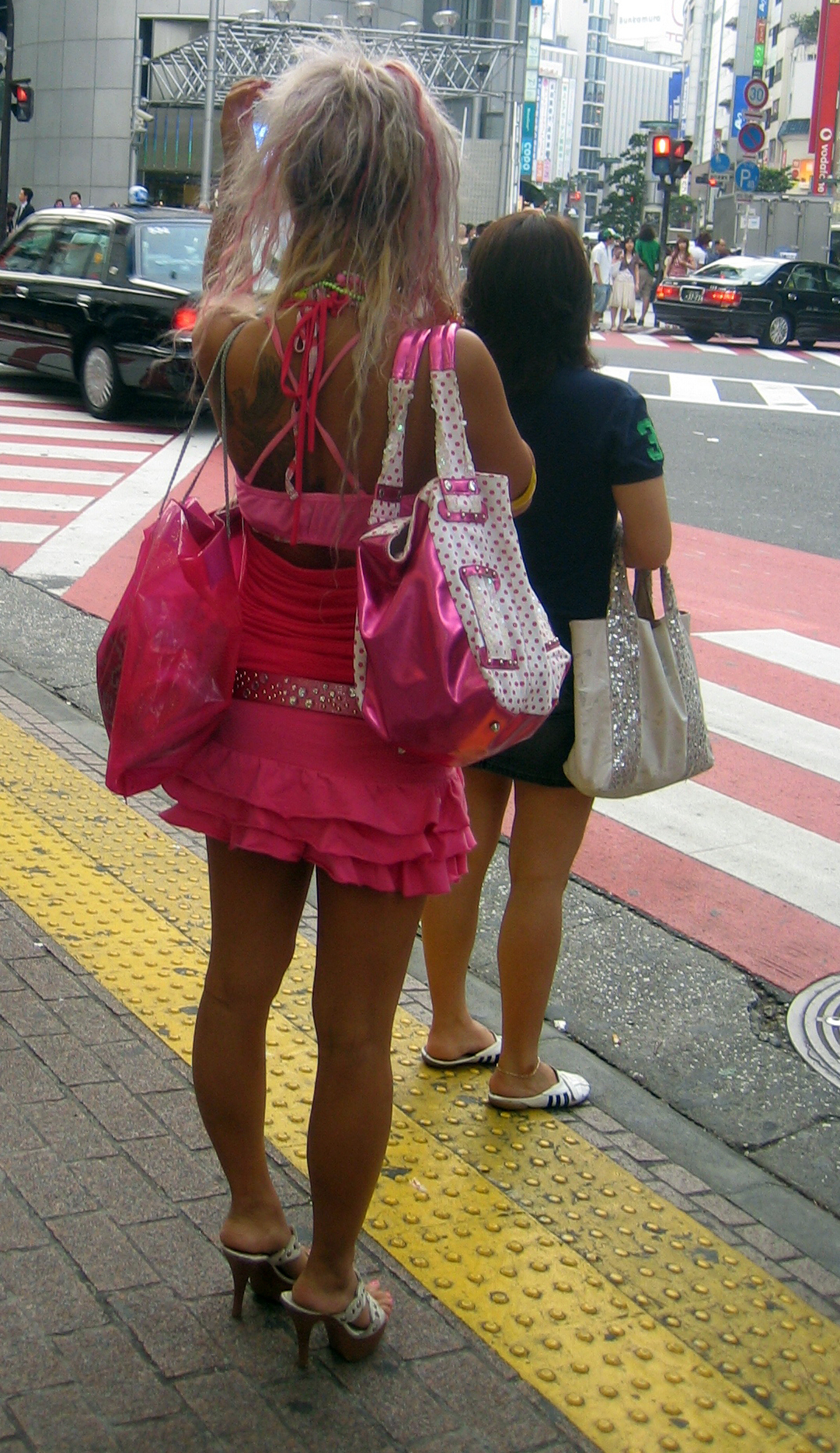
Yamanba

## Stili digyaru
- Gyaru-kei (ギャル系? lett. "Stile Gyaru")
- Ganguro (ガングロ?)
- Manba (まんば?)
- Banba (バンバ?)

- Hime-gyaru - Principessa gyaru
- Agejo (上げ序?)
- Kyabajō (キャバ嬢?)
- Amekaji (アメカジ?) - American casual

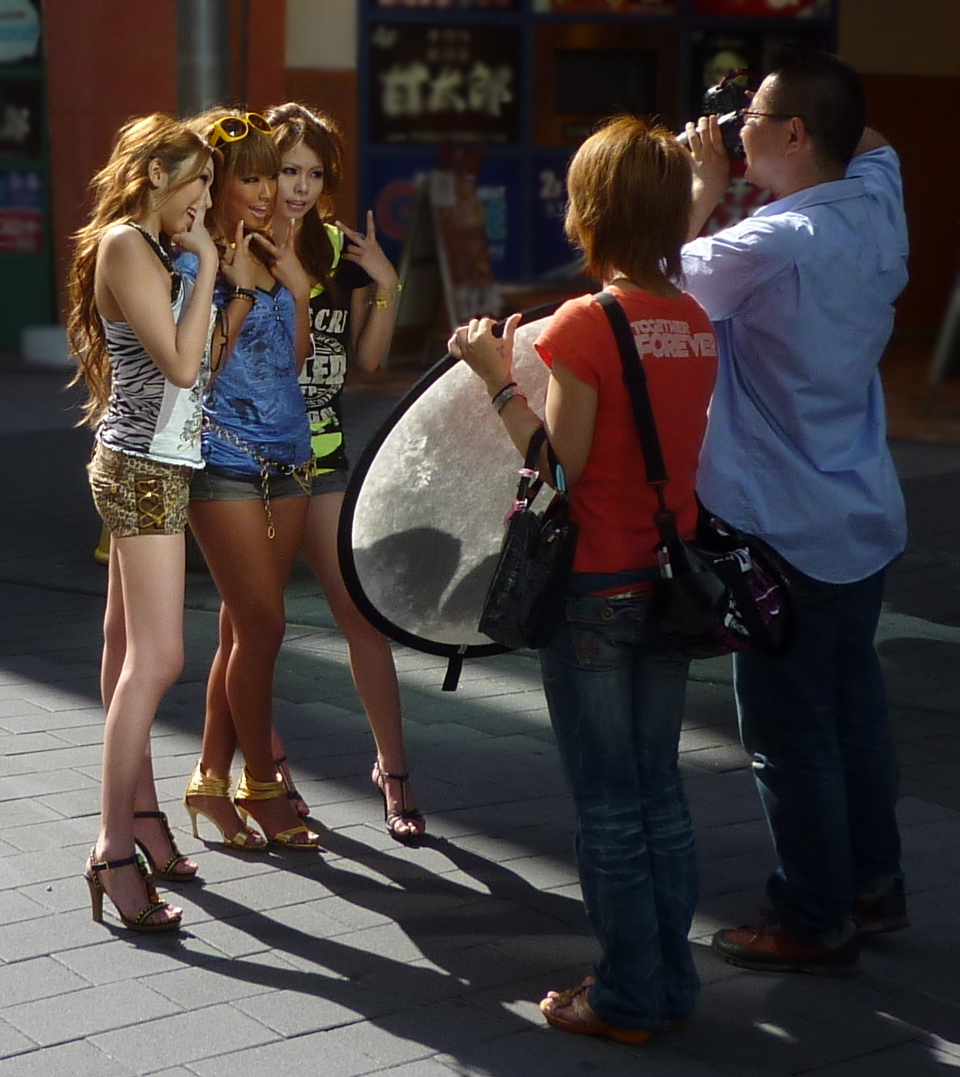
Tre modelli Gal fotografate.

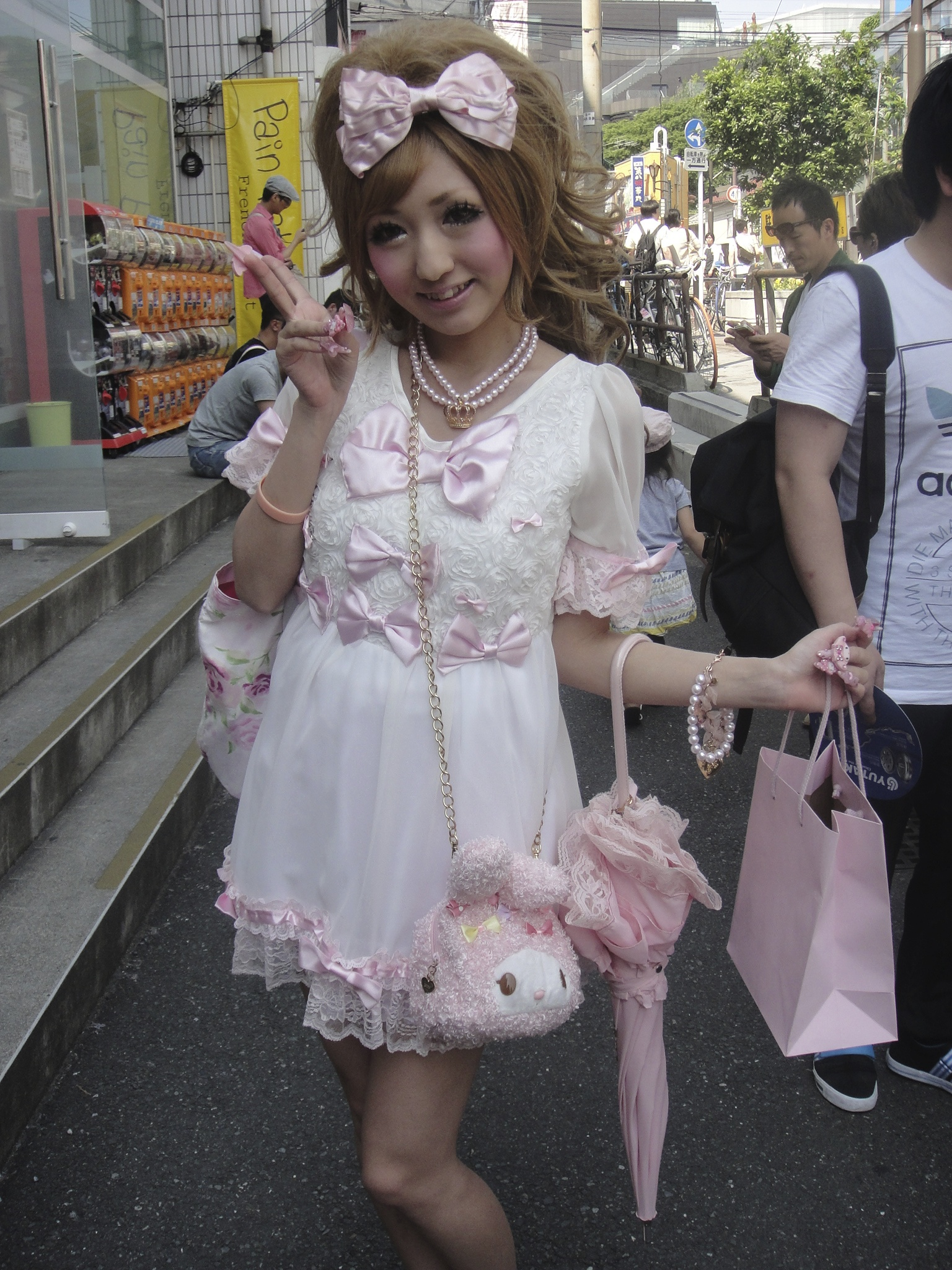
Foto di Himena Osaki, un'influencer di Hime-gyaru, 26 maggio 2012

- Western gyaru o gaijin-gyaru ("外人ギャル"?) - Gyaru occidentale o Gyaru straniera
- Gyaruo (ギャル男?) - Homme gyaru
- Kogyaru : Di solito uno studente delle superiori (高校生kōkōsei).
- JK gyaru : termine per kogyaru nelle uniformi scolastiche.
- Ane gyaru
- Gyaru-mama (ギャルママ?)
- Bibinba (ビビンバ?)
- Neo-gyaru (ネオギャル?)
- Gyaru-Den (ギャル電機?)

## Aspetto sociale
Le gals si incontrano nelle zone alla moda delle grandi città, come Shibuya a Tokyo, dove hanno i loro posti preferiti, i grandi negozi di abbigliamento come la torre 109 e altri luoghi di ritrovo come il karaoke e gli izakaya (bar-ristoranti).
L'immagine delle gals è associata alla prostituzione giovanile: molte di queste ragazze ricorrono infatti all'enjo kōsai o enkō per permettersi gli ultimi accessori di moda. Può capitare che alcune scappino e non frequentino più la scuola, preferendo frequentare i quartieri alla moda in gruppi di ragazze. Ai problemi dell'assenteismo e della fuga, si possono collegare casi più preoccupanti di prostituzione giovanile.